# Verdad oculta
Verdad oculta es una serie de televisión colombiana producida por Dramax Producciones para RCN Televisión en 2020. El drama está basado en el libro de Germán Castro Caycedo, Una verdad oscura. Está escrita por Verónica Triana y Pedro Miguel Rozo, y dirigida por Rodrigo Triana y Jorge Alí Triana.   
Está protagonizada por Verónica Orozco y Rodrigo Candamil. Se filma en lugares como Urabá, Costa Atlántica, La Dorada, Medellín y Bogotá. Se estrenó el 1 de julio de 2020 y concluyó el 28 de septiembre de 2020.

## Reparto
- Verónica Orozco como Coronel Diana Manrique
- Rodrigo Candamil como Mayor Raúl Ceballos
- Nicolás López como Raúl Ceballos (joven)
- Andrés Felipe Martínez como General Camilo Tapia
- Gustavo Angarita Jr. como Coronel Manuel Sepúlveda
- Brenda Hanst como Intendente Irma Castaño
- Pilar Álvarez como Comisario Cecilia Tamayo
- Eduardo López como Teniente Julián Botero
- Óscar Fernando Gómez como Roberto Giraldo "Periodista"
- María del Rosario como Intendente Sandra Castañeda
- Jerónimo Cantillo como Patrullero Yéison Vergara
- Felipe Calero como Coronel Armando Carrasco
- Camilo Sáenz como Capitán Jacome
- Andrés Suárez Montoya como Jorge Ramírez
- Andrés Castañeda como Uriel Zurria
- Alejandro Osorio como Uriel Zurria (joven)
- Rodolfo Silva como Jhonny Zurria
- Marta Restrepo como Doris Vda. de Zurria
- Kevin Bury como Junior Zurria
- Lina Castrillón como Yolima Ferro "Piraña" / Milena Ferro
- Nelson Camayo como William Gallo "Carroña"
- Juan Pablo Barragán como Duván Correa "Alambres"
- Brian Moreno como Fabio Montoya "Mesías"
- Julio Pachón como Alcides Montoya
- Emilia Ceballos como Mayerly Garzón "Chuqui"
- Mauricio Mejía como Jimmy Henao "Mil Caras"
- Julián Caicedo como "El Jefe"
- Eduardo Hernández como Guillermo Castilla
- Pedro Roda como Comandante
- Víctor Hugo Morant como Procurador Fernando
- Roberto Marín como Horacio Berrio
- Valentina Duque como Zully Berrío
- Valentina Afanador como Jazmín Berrío
- Alejandra Villafañe como Capitán Victoria Perea
- Jarlyn Martínez como Intendente Ramos
- Heidy Carrasco como Mariana Sepúlveda
- Sebastián Sierra como Jerónimo
- Aurora Cossio como Alexandra
- Ana María Durán como María Angélica Tamayo
- Sandra Reyes como Belén Caicedo
- Sebastián Velázquez como Marlon Suárez
- Ricardo Vélez como Augusto Motta
- Natalia Ramírez como Clara de Motta
- Alexander Betancourt como Reinaldo Arias
- Marianela Quintero como Bárbara Lotero
- Luciana Zapata como Luz Arias Lotero
- Marcela Posada como Fanny Henao
- Julio Correal como Rodolfo Jiménez
- Daniel Mira como Didier Daza
- Vanessa Artunduaga como Zaira
- Ximena Erazo como Paula Granados